# Banfe
Banfe (mundartlich Bonfe) ist ein Stadtteil von Bad Laasphe im nordrhein-westfälischen Kreis Siegen-Wittgenstein. Zum Ort gehören die Siedlungen Heiligenborn und Lindenfeld.

## Geographie

### Geographische Lage
Banfe liegt im südlichen Wittgensteiner Land, etwa 4,5 km westsüdwestlich der Kernstadt von Bad Laasphe. Nachbarorte sind, von Norden beginnend im Uhrzeigersinn: Herbertshausen, Laaspherhütte, Bad Laasphe, Hesselbach und Bernshausen. Das Dorf ist im Osten vom Wartholz-, Katzen- und Hasenkopf, im Südosten vom Kleinen und Großen Ahlertsberg sowie im Westen vom Inthalberg umgeben. Im Ortskern münden erst der Auerbach und dann der Godelsbach in die Banfe.

### Siedlungen
In der Gemarkung Banfes liegen Siedlungen Heiligenborn, ein Gehöft nahe der Ilsequelle etwa 5,6 km südwestlich des Dorfes, und Lindenfeld, eine Ansiedlung zwischen Feudingen und Heiligenborn etwa 2,5 km westlich von Banfe.

## Geschichte
Banfe wurde im Jahre 1268 erstmals urkundlich erwähnt. Heimatforscher sind sich darüber einig, dass Banfe aber älter ist – und sogar zu den ältesten Siedlungen im ehemaligen Kreis Wittgenstein gehört. Der Name Banfe lässt sich aus dem Keltischen ableiten und hat die Bedeutung von „Mordwasser“. Auch weisen zahlreiche Bodenfunde, wie das Steinbeil aus der „Wachtel“ (Waldstück in Banfe) sowie Topf- und Schüsselfragmente aus dem durch im Dorf fließenden „Auerbach“, auf eine frühgeschichtliche Besiedlung hin. Die gefundenen Stücke gelten als Beweis dafür, dass bereits vor 4000 und 2000 Jahren in Banfe gesiedelt wurde.
Bis 1806 gehört Banfe zur Grafschaft Sayn-Wittgenstein-Hohenstein. Von 1806 bis 1816 gehört es zu Hessen-Darmstadt, seit 1816 zur preußischen Provinz Westfalen.
Banfe bildete bis 1844 den gleichnamigen Schulzenbezirk zur Verwaltung der Orte Banfe, Herbertshausen und Heiligenborn. Seit 1845 umfasst das neu gegründete Amt Banfe die Dörfer des ehemaligen Schulzenbezirks und zusätzlich noch Fischelbach, Hesselbach, Bernshausen, Saßmannshausen, Bermershausen, Holzhausen, Puderbach, Niederlaasphe und Kunst Wittgenstein.
Die ehemalige Gemeinde Banfe gehört seit der Durchführung des Sauerland/Paderborn-Gesetzes am 1. Januar 1975 zur Stadt Bad Laasphe im Kreis Siegen-Wittgenstein.

## Kultur und Sehenswürdigkeiten
In Banfe gibt es einen Kindergarten und eine Grundschule. Das Gebäude wurde im Jahr 1904 errichtet. Das Heimatmuseum Banfetal wurde 1965 gegründet.
Das Dorfleben wird stark von den Vereinen geprägt, dazu gehören die „Wander- und Heimatfreunde Banfetal e. V.“, die neben der Ausrichtung von Volkswanderungen auch für Umwelt- und Landschaftspflege Verantwortung übernehmen, der VfB Banfe, der MGV Banfe, der Frauenchor Banfe, die Thekenmannschaft „Zur Post“, der Spielmannszug Banfetal, die Schützenkameradschaft Banfe 1872 e. V. und andere.

### Kirche
1492 wird die Kirche erstmals urkundlich erwähnt. Die Kirche wurde auf einem kleinen Hügel errichtet, der zwischen den Bächen Banfe und Godelsbach liegt. Ein Teil dieser Kirche ist Ostern 1872 eingestürzt, was zur Schließung der Kirche führte. 1876 wurde mit dem Bau der jetzigen Kirche begonnen. Sie wurde 1877 fertiggestellt und am 18. Dezember 1877 eingeweiht. Im ehemaligen Kirchenkreis Wittgenstein war sie die einzige Kirche mit zwei Türmen („Banfer Dom“). Diese beiden Türme an der westlichen Gebäudeseite haben eine Höhe von 20,05 m.

### Sport
Ein moderner Kunstrasen-Sportplatz befindet sich in Banfe.

## Wirtschaft und Infrastruktur
In Banfe wird noch von einigen Familien Landwirtschaft in Nebenerwerb betrieben. Die Firma Walter Klein Wuppertal hatte eine Niederlassung in dem Ort.

### Versorgung
1898 wurde eine Wasserleitung für Banfe gebaut. Seit 1921 begann die Elektrifizierung im Dorf.

### Verkehr
Der Ort liegt an der Landesstraße 718, die einige Kilometer östlich in Bad Laasphe in die Bundesstraße 62 mündet. Ferner beginnt die Kreisstraße 17 in Banfe und führt nach Feudingen bzw. Heiligenborn.

### Windpark Hesselbach

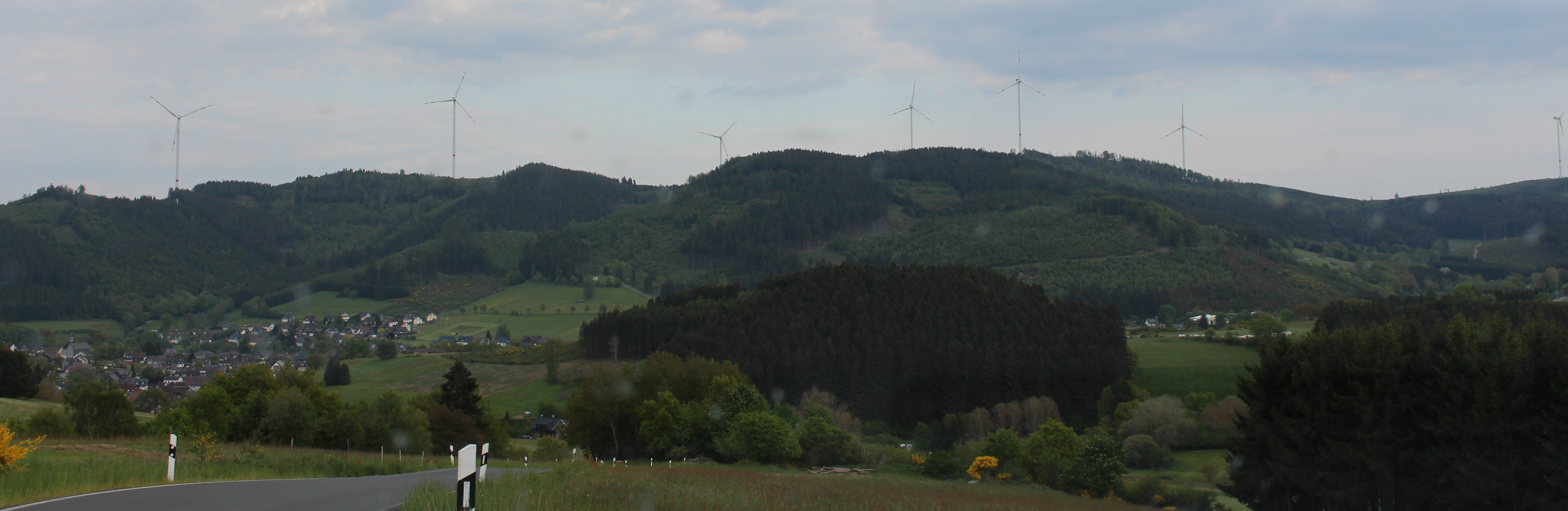
Ortschaft Banfe (links und rechts) mit Teilen des Windparks Hesselbach auf Ausläufern von Wartholzkopf (links) und Großem Ahlertsberg (rechts)

Seit 2013 liegt auf der Gemarkung Banfe ein Teil des Windparks Hesselbach mit acht Windkraftanlagen vom Typ Vestas V112 mit einer Gesamtleistung von 18 MW.